# De Baleariske Øer
De Baleariske Øer eller Balearerne (spansk: Islas Baleares, catalansk: Illes Balears) er en øgruppe, en provins og en autonom region beliggende i det østlige Spanien, i Middelhavet. Den består af øerne Mallorca, Menorca, Ibiza, Formentera, Cabrera og flere nærliggende holme. Dens hovedstad og største by er Palma de Mallorca (eller Palma).
Hovedsproget, der tales af befolkningen, er spansk. Catalansk tales også som et regionalt sprog. Begge sprog er officielle. Andre vigtige sprog er engelsk og tysk på grund af turismens betydning.
Balearerne har et mildt klima og turisme er en hovednæringsvej. Landbrug er også vigtig, særlig på Mallorca. Der er mange fortidsminder på Balearerne, flest efter fønikerne, romerne og maurerne.

## Historie
123 f.Kr.: Romersk provins

426 e.Kr.: Erobret af vandalerne

534: Erobret af østromerne

798: Erobret af araberne, kom senere ind under kalifatet i Còrdoba

1229-32: Erobret af Aragon

1262-1346: Eget kongedømme, Mallorca

1708-56 og 1763-82: Menorca besat af englænderne
Balearerne var, på nær Menorca, under nationalistisk kontrol under den spanske borgerkrig, og var en vigtig strategisk base for den nationalistiske marine.

## Øerne
| Mallorca's pladsering   | Mallorca   | Mallorca's flag   | Mallorca (Mallorca)     |
| Menorca's pladsering    | Menorca    | Menorca's flag    | Menorca (Menorca)       |
| Ibiza's pladsering      | Ibiza      | Ibiza's flag      | Ibiza (Eivissa)         |
| Formentera's pladsering | Formentera | Formentera's flag | Formentera (Formentera) |
| Cabrera's pladsering    | Cabrera    |                   | Cabrera (Cabrera)       |

Øgruppen har også givet navn til musikgenren Balearic Beat.

## Eksterne kilder og henvisninger
- Wikimedia Commons har flere filer relateret til Baleariske Øer
- Officiel webside Arkiveret 6. november 2011 hos  Wayback Machine

39°30′N 3°00′Ø / 39.5°N 3°Ø